# Maurice Meuleau
 (mars 2012).
Si vous disposez d'ouvrages ou d'articles de référence ou si vous connaissez des sites web de qualité traitant du thème abordé ici, merci de compléter l'article en donnant les références utiles à sa vérifiabilité et en les liant à la section « Notes et références ».
Pour les articles homonymes, voir Meuleau.
Maurice Meuleau, né le 8 décembre 1927 à Paris et mort le 29 juillet 2019 à Villers-sur-le-Roule est un historien et écrivain français.

## Biographie
Il fait ses études secondaires au lycée Charlemagne et prépare le concours à l'ENS au lycée Henri-IV. Il intègre l’École Normale Supérieure en 1949. Ce passionné d’histoire ancienne choisit pour son diplôme d’études supérieures le thème de : La Vie dans la Palestine hellénistique.
Agrégé d’histoire en 1953, il enseigna successivement aux lycées de Bourges, Melun et Saint-Cloud, puis en 1957, devint assistant d’histoire ancienne à la Sorbonne. Il se spécialisa dans les civilisations grecques et orientales et ses recherches portèrent particulièrement sur l’Orient après la conquête d’Alexandre et sur les rapports entre ces deux civilisations.
Attaché de recherche au Centre national de la recherche scientifique, section Langues et Civilisations orientales depuis 1962 il travailla à une thèse de doctorat sur les rapports des Grecs et des indigènes dans la Babylonie hellénistique. Maître de conférences à Paris-X Nanterre en histoire ancienne.
Il dirigea l’ensemble de la grande encyclopédie illustrée en 11 volumes, entre 1965 et 1971, « Le Monde et son histoire » pour laquelle il a écrit   les deux premiers volumes, regroupés sous le titre de : Le Monde antique aux éditions Bordas. Cet agrégé d’histoire fut, secrétaire général, puis directeur général des éditions Bordas, directeur de département des dictionnaires et encyclopédies spécialisées chez Hachette puis  Larousse, et directeur littéraire, responsable des publications universitaires aux éditions Armand Colin
Maurice Meuleau a collaboré avec Michel Mourre à la première édition du Dictionnaire Mourre en 8 volumes puis sous sa direction avec une équipe de dix historiens de spécialisations diverses, dont Jacques Boudet, ont entièrement relu et complété ces ouvrages que sont le Petit Mourre et le Grand Mourre.
Comme auteur, il a également publié de nombreux ouvrages, scolaires, de vulgarisation et de culture générale, aux éditions Bordas, Casterman, Hachette Livre  et aux Éditions Ouest-France.

## Publications non exhaustives
- Égypte Orient et Grèce, Paris, Bordas, 1960, 351 p., cartonné 24 cm, rééditions : 1965-1967-1970 (OCLC 14217861).
- Rome et le Moyen Âge jusqu’en 1328, Collection d’histoire, Paris, Bordas, 1968, 264 p. (OCLC 53591843).
- Le Moyen Âge, avec Marc Vincent, Denise Grodzinski 6e éd., Paris, Bordas, 1970, 192 p.
- L’Antiquité, avec Denise Grodzinski, Marc Vincent, 6e éd., Paris, Bordas, 22 fiches, Paris, Bordas, 1970, 192 p.
- Le Monde et son Histoire, avec Véronique Bedin, Luce Piétri, Marc Venard, t. II, Paris, Robert Laffont, 1971, 1065 p.  (ISBN 978-2-221-04541-1).
- Le Monde antique, 2 vol de 608 p. chaque in-8°, collection Le Monde et son histoire, Paris, Laffont/Bordas, 1971.
- Le Monde et son Histoire, avec Luce Pietri, t. I, Paris, Robert Laffont 1984, 1006 p.  (ISBN 9782221045404).
- Le Monde et son Histoire, avec Véronique Bedin, Louis Bergeron, Marcel Roncayolo, t. III Paris, Robert Laffont, 1985, 1005 p.  (ISBN 9782221048429).
- Le Monde et son Histoire, avec Véronique Bedin, Marcel Roncayolo, t. IV, Paris, Robert Laffont, 1985, 1053 p..
- Les Grecs, Sparte, Paris, Hachette, 1994, 96 p.  (ISBN 2-01-166664-3) (BNF 35785966)
- Le Monde de la Bible, avec Jean-Michel Payet, Paris, Castermann, 1999, 95 p.  (ISBN 9782203140349).
- Atlas du Monde, Histoire-Géographie, avec François Lebrun, Paris, Hachette, 2001, 144 p.  (ISBN 9782011681768)
- Moïse et le Judaïsme  avec Erwan Seure-Le Bihan, Paris, Casterman, 2002, 24 p.  (ISBN 9782203152359).
- Les Romains, illustration de Maurice Pommier, collection 3D, Paris, Hachette jeunesse, 2002,  (ISBN 9782012919563).
- Les Celtes en Europe, Rennes, éditions Ouest-France, avril 2004, 128 p.  (ISBN 9782737330797).
- Histoire de Paris de l’Antiquité à nos jours, illustrations de Ronan Seure-Le Bihan, Rennes, éditions Ouest-France, 2006, 59 p.,  (ISBN 9782737338908).
- Sur les traces des Celtes, Rennes, éditions Ouest-France, janvier 2010, 158 p. collection : poche histoire.  (ISBN 9782737349010).
- 100 mots célèbres de l'Histoire de France, Paris, Armand Colin, avril 2010, 230 p.  (ISBN 9782200242787).
- Histoire de France en 150 dates, Rennes, éditions Ouest-France, 2010, 127 p.  (ISBN 9782737350696).
- Histoire de la chevalerie, Rennes, éditions Ouest-France, 2010, 126 p.  (ISBN 9782737342165).
- L’Histoire de France en 110 dates, éditions Ouest-France, 2010, 32 p.,  (ISBN 9782737350887).
- Les Celtes en Europe, Rennes, éditions Ouest-France, février 2011, 127 p.  (ISBN 9782737353307)
- Le Voyage, en collaboration avec Philippe Thiébaut, Rosa Djaoud, 2011, Paris, Hachette Éducation, 95 p.,  (ISBN 2011711991).
- Le Corps, en collaboration avec Philippe Thiébaut, Rosa Djaoud, Paris, Hachette Éducation, août 2011, 95 p.  (ISBN 2011711983).
- Vie des seigneurs au Moyen Âge, éditions Ouest-France, 2014.  (ISBN 978-2-7373-6324-5)
- Vie des chevaliers au Moyen Âge, éditions Ouest-France, 2014  (ISBN 978-2-7373-6322-1)
- Vie des moines au Moyen Âge, éditions Ouest-France   2014  (ISBN 978-2-7373-6323-8)

## Fonctions
- 1957 Assistant d’histoire ancienne à la Sorbonne
- 1962 Attaché de recherche au CNRS, section Langues et Civilisations orientales
- 1964-1967 Maître de conférences à Paris X Nanterre en Histoire ancienne
- 1967-1971 Secrétaire général puis Directeur général des Éditions Bordas
- 1971-1973 Directeur des ouvrages de référence aux éditions Hachette
- 1977-1985 Directeur du département des dictionnaires et encyclopédies spécialisées aux éditions Larousse
- 1985-1989 Directeur littéraire, responsable des publications universitaires aux éditions Armand Colin